# Mendoncia squamuligera
Mendoncia squamuligera är en akantusväxtart som beskrevs av Christian Gottfried Daniel Nees von Esenbeck. Mendoncia squamuligera ingår i släktet Mendoncia och familjen akantusväxter. Inga underarter finns listade i Catalogue of Life.